# Neastacilla longipectus
Neastacilla longipectus là một loài chân đều trong họ Arcturidae. Loài này được Nunomura miêu tả khoa học năm 2008.